# Stiftung Johanneum
Koordinaten: 52° 31′ 26,5″ N, 13° 23′ 32,1″ O

Alternatives Logo

Die Stiftung Johanneum unterhält gemäß ihrem Stiftungszweck ein Studierendenwohnheim in Berlin (Stadtteil Mitte) mit dem Namen „Johanneum“, vornehmlich für Studierende der Theologischen Fakultät der Humboldt-Universität zu Berlin, aber auch anderer Fachrichtungen.

## Geschichte

### Gründung
Die Stiftung wurde im Jahre 1869 von Leopold Graf Sedłnitzky von Choltiz als freie Stiftung gegründet. Zweck ist die Unterhaltung eines Studierendenwohnheims für Theologiestudierende der Theologischen Fakultät der damaligen Friedrich-Wilhelms-Universität (heute Humboldt-Universität zu Berlin) in der Artilleriestraße 6A (heute Tucholskystraße 7) in Berlin-Mitte. In der Stiftungsurkunde heißt es daher:

„Der Königlichen hiesigen Friedrich Wilhelms-Universität zu Berlin schenke ich durch gegenwärtige Urkunde über die errichtete Stiftung, zum Besten Studierender der evangelischen Theologie das in der Artillerie-Straße gelegene Haus sub Nr. 6a.“

Der Stifter stattete seine Stiftung zugleich mit einem Kapital von 25.000 Talern aus und verlieh ihr den Namen „Johanneum“. Dem Stifter gelang jedoch nicht die institutionelle Verbindung mit der Alma Mater Berolinensis, sodass dem ersten Ephorus des Johanneums, Isaac August Dorner, diese Aufgabe zukam. Dem Ephorus gelang es schließlich, die juristische Frage zu lösen: Durch Königliche Cabinettsordre vom 22. April 1872 wurde die Stiftung Johanneum als freie und selbstständige Institution anerkannt.
In der Ansprache zur Eröffnung des Johanneum begründete der Stifter seine Initiative wie folgt:

„Zum Ankauf und Einrichtung dieses Hauses fand ich mich gedrängt, nachdem ich vielfach wahrgenommen, wie ein großer Theil unserer Theologie-Studierenden, weit entfernt von der Universität, weit zerstreut in der großen geräuschvollen Stadt, oft in sehr ungünstigen Umgebungen Leben muss und es daher nicht den rechten Vortheil von der Hochschule zu ziehen vermag. Es musste mir daher wünschenswert erscheinen, wenigstens Einigen derselben, in der Nähe der Universität, unter günstigeren Umgebungen Wohnung anbieten zu können. […] Ich hatte hierbei die Absicht, alle Jahre eine Zahl Theologie-Studierender zu vereinigen, von denen es bekannt ist, dass sie in der Kraft des Glaubens und der Liebe beflissen sind, sich für das höhere Lehramt und die Seelsorge vorzubereiten. Ich habe hierbei die Überzeugung, dass diejenigen, die mit dem rechten Ernst nach demselben hohen Ziel streben, sich in gemeinsamer Liebe und Freundschaft vereinigen, sich in allem Guten wechselseitig unterstützen, fördern, ermuntern, erbauen und zu immer zunehmender Vollkommenheit zu gelangen streben werden.“

### Stifter
Leopold Graf Sedłnitzky von Choltiz (1787–1871) stammte aus mährisch-schlesischem Adel. Bereits im Jahre 1789 wurde er Domherr im Breslauer Hochstift und nach einer erfolgreichen Karriere schließlich 1835 nach einstimmiger Wahl Fürstbischof der Diözese Breslau. Nachdem er aber mit Rom in Konflikt über die Frage der Mischehen kam und ihm auch vorgeworfen wurde, seit seiner Wahl noch keinen Hirtenbrief erlassen zu haben, musste er schließlich Papst Gregor XVI. seine Resignation, also seinen Rücktritt anbieten und schied somit 1840 aus seinem Amt. Er wurde von König Friedrich Wilhelm IV. zum preußischen Staatsrat (Wirklicher Geheimer Rath) ernannt und lebte fortan in Berlin. Eine Zeit lang besuchte der Graf in Berlin noch die Gottesdienste in der Sankt-Hedwigs-Kathedrale und zeigte sich nur im vollen bischöflichen Ornat. Durch das Studium der Bibel gewann der Graf aber schon früher ein neues Verständnis von Glauben und Gnade. Dieser innere Gesinnungswandel mündete schließlich darin, dass er unerwartet öffentlich zur evangelischen Kirche konvertierte. Dazu schreibt der damalige Konsistorialrat Carl Stahn:

„Da geschah es unerwartet und ohne vorhergegangene Ankündigung, daß der theure Mann, […], am Morgen des Sonntags Quasimodogeniti, den 12. April 1863 […] in der Sacristei der Kirche unter den Beichtenden sich einfand. […] bei seinem Austritt in die Kirche zur Feier des Sacraments begrüßten wir uns […] mit einem herzlichen Händedruck, ein Mehreres aber schien er abzulehnen. Es war überhaupt erkennbar, daß er jegliches Aufsehen nach Außen in diesem Augenblick zu vermeiden beflissen war.“

Fortan verschrieb er sich der Förderung der Ausbildung evangelischer Geistlicher und gründete neben dem Wohnheim für evangelische Gymnasiasten „Paulinum“ (später ein Predigerseminar) in Berlin auch die Stiftung Johanneum.
Am 12. Mai 1871 spendete Sedlnitzky zudem 36.000 Taler zum Bau eines evangelischen Konvikts in Breslau, die zur Ausbildung evangelischer Theologen dienenden „Graf von Sedlnitzky’sche Johanneum-Stiftung“ in der Sternstraße 38.

### Nach der Jahrhundertwende
Nach der Jahrhundertwende zählten auch ausländische Studenten zu denen, die das innere Leben des Hauses mitprägten. Neben Andachten gab es regelmäßige theologische Konviktsübungen. Ab den 20er-Jahren des 20. Jahrhunderts wohnten auch Studentinnen im Johanneum.
Nach dem Zweiten Weltkrieg war das Haus stark beschädigt und erst einige Jahre nach Ende des Krieges wieder bewohnbar. Es diente weiterhin als Wohnheim für Studierende der Theologie und pflegte mit der Sektion für Theologie an der Humboldt-Universität zu Berlin engen Kontakt (so fanden auch Lehrveranstaltungen der Sektion im Johanneum statt und es bestand eine gewisse ideologische Zusammenarbeit).
Seit 1991 unterliegt die Stiftung der Staatsaufsicht Berlins, gemäß den Vorschriften des Berliner Stiftungsgesetzes. Vor wenigen Jahren wurde das Haus grundlegend renoviert und steht mittlerweile auch zu einem Drittel Studierenden anderer Fachrichtungen zur Verfügung, um den interdisziplinären Austausch zu befördern.

Evangelisch-Theologisches Konvikt „Stiftung Johanneum“ in Berlin

Die Stiftung steht in engem Kontakt zur Theologischen Fakultät und auch zur Evangelischen Kirche in Berlin. Dies wird auch darin deutlich, dass stets drei Hochschullehrer der Theologischen Fakultät, sowie der Pfarrer der umliegenden Parochialgemeinde und ein Mitglied des Konsistoriums für Berlin-Brandenburg-schlesische Oberlausitz Mitglieder im Kuratorium der Stiftung sind.
Berühmte ehemalige Konviktualen sind u. a. Otto Eißfeldt, Kurt Aland, Heinrich Bornkamm, Walther Zimmerli und Christoph Demke.

## Johanneum heute
Momentan leben 30 Konviktuale im Johanneum, die von der durch die Stiftung geförderten Wohnmöglichkeit profitieren.
Nach wie vor sind das geistliche Leben im Johanneum und die Gemeinschaft sehr wichtig. Neben Andachten gibt es auch Konviktsübungen, die vom Inspektorat organisiert oder in Eigenregie der Studierenden gestaltet werden (eigene Repetenten und Repetentinnen hat die Stiftung nicht angestellt).

### Bibliotheca Johannei
Das Johanneum verfügt über eine Fachbibliothek mit den Themengebieten Altes Testament, Neues Testament, Kirchengeschichte, Systematische Theologie, Praktische Theologie und Philosophie. Den Grundstock bildet die ehemalige Bibliothek des Stifters, die er dem Johanneum in seinem Testament vermachte.
Die Bibliotheca Johannei umfasst rund 10.000 Bände. In Bestand und Aufstellung gliedert sich die Bibliothek in zwei Teile:
1. eine moderne Studienbibliothek (u. a. Quelleneditionen, Nachschlagewerke, Kommentarreihen, Einführungsliteratur);
2. eine historische Sammlung, die auf die private Bibliothek des Stifters Leopold Graf Sedłnitzky von Choltiz zurückgeht und über einen bedeutenden kirchengeschichtlichen Bestand aus dem 19. Jahrhundert verfügt.

Im Jahr 2014 wurde die Bibliothek umgestaltet und neu aufgestellt. Den Entwurf besorgte das Architekturbüro wolff:architekten.

## Organisation
Die Leitung obliegt einem Kuratorium, das aus sieben Mitgliedern besteht. Den Vorsitz im Kuratorium hat der Ephorus bzw. die Ephora. Im Jahre 2006 wurde nach einer Änderung des Statuts erstmals in der Geschichte auch festgeschrieben, dass ein Student ordentliches Kuratoriumsmitglied ist. Für die täglichen Belange und die Verwaltung des Hauses wird vom Kuratorium eine Inspektorin bzw. ein Inspektor eingesetzt.

### Liste der Ephoren
- Isaak August Dorner (1869–1883)
- Paul Kleinert (1898–1912)
- Karl Holl (1912–1926)
- Hans Lietzmann (1926–1942)
- Walter Elliger (1955)
- Günther Baumbach (1966–1967)
- Alfred Raddatz (1967–1971)
- Hans-Georg Fritzsche (1971–1986)
- Hans-Hinrich Jenssen (1986–1991)
- Karl-Wolfgang Tröger (1992–1995)
- Peter Welten (1995–2001)
- Rüdiger Liwak (2001–2008)
- Cilliers Breytenbach (2008–2015)
- Markus Witte (2015–2018)
- Torsten Meireis (seit 2018)